# Lepidopa californica
Lepidopa californica är en kräftdjursart som beskrevs av Efford 1971. Lepidopa californica ingår i släktet Lepidopa och familjen Albuneidae. Inga underarter finns listade i Catalogue of Life.